# Obroszyn (hromada)
Obroszyn – hromada terytorialna w rejonie lwowskim obwodu lwowskiego Ukrainy. Siedzibą hromady jest wieś Obroszyn.
Hromadę utworzono w ramach reformy decentralizacji. 

## Miejscowości hromady
W skład hromady wchodzi 6 wsi
- Obroszyn – centrum hromady
- Dąbrówka
- Konopnica
- Pidhajci
- Pryszlaki
- Stawczany